# Ирина Дорофејева
Ирина Аркадјевна Дорофејева (рус. Ирина Аркадьевна Дорофеева; Могиљов, 6. јул 1977) белоруска је певачица.